# Cuanixtepec
Cuanixtepec är en ort i Mexiko.   Den ligger i kommunen Hermenegildo Galeana och delstaten Puebla, i den sydöstra delen av landet, 170 km nordost om huvudstaden Mexico City. Cuanixtepec ligger 541 meter över havet och antalet invånare är 280.
Terrängen runt Cuanixtepec är huvudsakligen kuperad, men åt sydväst är den bergig. Runt Cuanixtepec är det ganska tätbefolkat, med 104 invånare per kvadratkilometer. Närmaste större samhälle är Olintla, 6,3 km sydost om Cuanixtepec. Omgivningarna runt Cuanixtepec är en mosaik av jordbruksmark och naturlig växtlighet.